# Also hat Gott die Welt geliebt, BWV 68
Also hat Gott die Welt geliebt, BWV 68 (Tant estimà Déu al món), és una cantata religiosa de Johann Sebastian Bach per al dilluns de Pentecosta, estrenada a Leipzig, el 21 de maig de 1725.

## Origen i context
El text és de la poetessa Christiane Mariane von Ziegler, de qui Bach n'aprofità altres nous textos per a sengles cantates compostes totes elles la primavera de 1725, del 29 d'abril al 27 de maig, dia de la Trinitat i que tanquen el cicle de cantates corals d'aquest any. Comença amb la primera estrofa de l'himne de Salomo Liscow que li dona títol i la relaciona amb l'evangeli del dia Joan (3, 16-21), que narra la trobada del fariseu Nicodem i Jesús, en què li explica que Déu no envià el seu fill a jutjar el món, sinó per salvar-lo. Per a aquest dia es conserven, també, la cantata BWV 173 i la BWV 174.

## Anàlisi
Obra escrita per a soprano, baix i cor; trompa, cornetto, tres trombons, dos oboès, oboe da caccia, violoncel piccolo corda i baix continu. Consta de cinc números amb una estructura simètrica al voltant del recitatiu de baix.
1. Cor: Also hat Gott die Wlt geliebt (Tant estimà Déu al món)
2. Ària (soprano): Mein gläubiges Herze (Creient cor meu)
3. Recitatiu (baix): Ich bin mit Petro nicht vermessen (Com Pere, no sóc presumptuós)
4. Ària (baix): Du bist geboren mir zugute (Has nascut per a procurar-me el bé)
5. Cor: Wer an ihn gläubet, der wird nicht gerichtet (Qui cregui en Ell no serà jutjat)

El cor inicial està basat en una melodia d'un coral molt poc coneguda, que ni tan sols s'ha conservat dins la tradició luterana, molt elabora, que el fa molt difícil de reconèixer, amb les veus dels sopranos reforçades per la trompa, que té l'aire d'una siciliana. L'ària de soprano, número 2, prové de la cantata profana BWV 208, coneguda com a cantata de la cacera, però ha estat molt reformada, tant en la veu com en l'acompanyament instrumental; ara la veu ve acompanyada del violoncel piccolo i el continu. El recitatiu de baix és el centre de la cantata i en destaca la vocalització sobre “freudig” (m'omple de joia). L'ària següent, número 4, de baix també, prové de la cantata de la cacera, consta de dos tercets i és acompanyat pels tres oboès. L'obra no acaba amb el coral habitual, sinó que ho fa amb un gran cor, una mica arcaic, de tipus motet, amb dos textos disposats com una doble fuga, que primer s'enfronten i després s'ajunten, i que són dos versicles l'evangeli Joan (3,18). Té una durada aproximada d'una mica més d'un quart d'hora.

## Discografia seleccionada
- J.S. Bach: Das Kantatenwerk. Sacred Cantatas Vol. 4. Nikolaus Harnoncourt, Tölzer Knabenchor (Gerhard Schmidt-Gaden, director), Concentus Musicus Wien, Peter Jelosits (soprano del cor), Ruud van der Meer. (Teldec), 1994.
- J.S. Bach: The complete live recordings from the Bach Cantata Pilgrimage. CD 23: Holy Trinity, Long Melford; 12 de juny de 2000. John Eliot Gardiner, Monteverdi Choir, English Baroque Soloists, Lisa Larson, Panajotis Iconomou. (Soli Deo Gloria), 2013.
- J.S. Bach: Complete Cantatas Vol. 14. Ton Koopman, Amsterdam Baroque Orchestra & Choir, Debora York, Klaus Mertens. (Challenge Classics), 2001.
- J.S. Bach: Cantatas Vol. 39. Masaaki Suzuki, Bach Collegium Japan, Carolin Sampson, Peter Kooij. (BIS), 2008.
- J.S. Bach: Church Cantatas Vol. 22. Helmuth Rilling, Gächinger Kantorei, Bach-Collegium Stuttgart, Arlleen Augér, Philippe Huttenlocher. (Hänssler), 1999.
- J.S. Bach: Cantatas with Cello. Christophe Coin, Ensemble Baroque de Limoges, Barbara Schlick, Christoph Prégardien. (Naive), 2008.